# Hylaeosaurus
Hylaeosaurus là một chi khủng long, được Mantell mô tả khoa học năm 1833.